# Restingalövtyrann
Restingalövtyrann (Phylloscartes kronei) är en fågel i familjen tyranner inom ordningen tättingar.

## Utbredning och systematik
Fågeln förekommer i kustnära sydöstra Brasilien (nordöstra São Paulo, Santa Catarina). Den behandlas som monotypisk, det vill säga att den inte delas in i några underarter.

## Status
IUCN kategoriserar arten som livskraftig.